# はなまきこもちぃ
『はなまきこもちぃ』は、2024年5月7日からニコニコチャンネルと連携した形で、ニコニコ生放送にて配信されているインターネットラジオ番組。パーソナリティは声優の花谷麻妃と小森結梨。略称は『はなこも』。

## 概要
2024年5月7日よりニコニコチャンネル「セカンドショットちゃんねる」で配信開始された、花谷麻妃と小森結梨がパーソナリティを務める動画付きラジオ番組。同年4月15日にはパイロット版がYouTube「セカンドショットちゃんねる」にてプレミア公開された。
この番組では「サークル」をコンセプトに、花谷と小森が部活ほどカッチリせず、趣味や娯楽を楽しむ雰囲気を届けていく。

## 配信時間
- 隔週火曜日 23:00 - 23:30
  - ニコニコチャンネルでは配信直後にアフタートーク、および1週間のタイムシフト期間終了後に完全版のアーカイブが有料会員限定で公開されている。
  - YouTubeの「セカンドショットちゃんねる」でも本編のみ同時配信されており、隔週水曜日14:00に前日に配信した「本放送」のアーカイブを4週間限定で公開。
  - 2024年6月8日から受けたニコニコサービスへのサイバー攻撃の影響により、ニコニコサービス全体が利用できなくなったため、第4回（2024年6月18日配信）よりニコニコ生放送の代替配信はOPENREC.tvとなった。それに伴い、ニコニコチャンネル会員向けの完全版アーカイブおよびアフタートークはニコニコサービス復旧後に公開される予定だったが、ニコニコの大規模メンテナンスが長期となったため、期間中の完全版アーカイブとアフタートークはOPENREC.tvに一時的に移行し、OPENRECサブスク限定で公開されていた[3]。第8回（2024年8月13日配信）をもってOPENREC.tvでの代替配信を終え、ニコニコチャンネルサービス再開後の第9回（2024年8月27日配信）よりニコニコ生放送での配信に戻った。

## コーナー
ふつおた
リスナーから寄せられたお便りを読む。
みんなで○○活動♪
番組コンセプトであるサークル活動を2人で定期的に行い、その報告をしていく。
輝け！エアオーディション！
様々な可能性を模索し、架空のオーディションごっこを繰り広げる。
プッシュミレーショ゙ン
推したい趣味をシュミレーションしていく。「シュミレーション」は誤記ではなく原文ママ。

## イベント
はなまきこもちぃ公開イベント”ざわざわしようよ!” 〜番組コーナー昼夜で全部やってみる〜
2024年9月28日に星陵会館にて開催。
はなまきこもちぃプレゼンツ 小森結梨バースデイイベント
2025年2月22日に星陵会館にて開催。ゲストとして長江里加と梅澤めぐがそれぞれ出演。
はなまきこもちぃプレゼンツ 花谷麻妃バースデイイベント
2025年3月26日に築地ブディストホールにて開催。ゲストとして、昼夜に駒形友梨、昼の部に集貝はな、夜の部に春日さくらと乾夏寧がそれぞれ出演。
さっさとはおー×はなまきこもちぃコラボイベント2025
2025年6月14日に星陵会館にて開催予定。
MCとして駒形友梨、『さっさとはおー』から篠原侑と稲垣好がそれぞれ出演。